# Lumbrineris minuta
Lumbrineris minuta är en ringmaskart som först beskrevs av Johan Hjalmar Théel 1879.  Lumbrineris minuta ingår i släktet Lumbrineris och familjen Lumbrineridae. Arten har ej påträffats i Sverige. Inga underarter finns listade i Catalogue of Life.